# Алістер жовтоплечий
Алістер жовтоплечий (Alisterus chloropterus) — вид папуг з родини Psittaculidae. Ендемік Нової Гвінеї.

## Поширення
Трапляється тільки в гірських джунглях острова Нова Гвінея, на висоті до 2600 метрів.

## Підвиди
Виділяють три підвиди:
- A. c. callopterus (Albertis & Salvadori 1879) — в Центральному нагір'ї на захід до гір Вейланд, районі річки Сепік і верхів'я річки Флай.
- A. c. chloropterus (Ramsay, EP 1879), у східній частині Нової Гвінеї до півострова Гуон на півночі та Голл-Саунд на півдні.
- A. c. moszkowskii (Reichenow 1911), на півночі острова, від затоки Сендеравасіх на схід до регіону Айтапе.

## Опис
Алістер жовтоплечий має довжину 36 см, включаючи довгий широкий хвіст. Має темно-сірі ніжки та помаранчеві зіниці. Усі три підвиди папуаського королівського папуги демонструють статевий диморфізм, і в усіх трьох підвидах самця можна впізнати за помітною широкою блідо-зеленою смугою на кожному крилі (що нагадує смужку на плечі). Відмінності у самиць між підвидами більш помітні, ніж у самців.
У самця червоні голова і шия, червоні нижні частини, сині спина і круп, зелені крила з широкою блідо-зеленою смугою. У самця A. c. chloropterus блакитний колір простягається вгору від спини до задньої шиї. У самиці A. c. chloropterus і A. c. calloterus черевце червоне, зелень на голові та шиї суцільна із зеленню спини та крил, а на грудях розпливчаста поперечна зелено-червона смугастість. Самиця підвиду A. c. moszkowskii має червону голову, шию, груди та нижню частину живота, що нагадує самця, і відрізняється від самця значно меншою блідо-зеленою смугою на крилах.